# Малокачалин
Малокача́лин — хутор в Тацинском районе Ростовской области.
Входит в состав Верхнеобливского сельского поселения.
Население 232 человека.

## География

### Улицы
- ул. Береговая,
- ул. Гагарина,
- ул. Заречная,
- ул. Луговая,
- ул. Нагорная,
- ул. Садовая.

## Население
| 2010 |
| ---- |
| 193  |